# Feliks IV.
Feliks IV., papa od 12. srpnja 526. do 22. rujna 530. godine.

## Životopis
Bio je rodom iz Samniuma, odnosno sin Kastorija (Castorius). Za papu je izabran skoro dva mjeseca poslije smrti pape Ivana I. uz potporu ostrogotskog kralja Teodorika Velikog. Feliks je pred kraj pontifikata nastojao izbjeći nerede vezane uz izbor pape, te je odredio Bonifacija kao svog nasljednika. To, međutim, svećenstvo i narod nije htio prihvatiti, te je nakon Feliksove smrti za papu izabran Dioskor, koji je međutim ubrzo svrgnut i proglašen protupapom, a Bonifacije na kraju proglašen legitimnim Feliksovim nasljednikom.
Danas se Feliks II. općenito smatra protupapom, ali u prošlosti to nije bio slučaj. Zbog toga drugi istinski papa imenom Feliks službeno nosi redni broj III., a treći broj IV.